# Ракитіно (Новгородська область)
Ракитіно (рос. Ракитино) — присілок в Хвойнинському районі Новгородської області Російської Федерації.
Населення становить 80 осіб. Входить до складу муніципального утворення Пєське сільське поселення.

## Історія
Від 2005 року входить до складу муніципального утворення Пєське сільське поселення

## Населення
| 2009 | 2010 |
| ---- | ---- |
| 110  | ↘80  |